# Усманов Хамдам Усманович
Усманов Хамдам Усманович (нар. 18 жовтня 1916, Ташкент, Узбекистан — пом. 5 липня 1994, там же) — радянський узбецький учений, фахівець в області хімії.

## Біографія
Усманов Хамдам Усманович закінчив Середньоазійський університет у Ташкенті (1937). Працював там же (1937—1948). У 1941—1945 в Радянській Армії. У 1950 організував і очолив Лабораторію природних полімерів, в 1952-1956 директор Інституту хімії АН УзРСР. У 1956 організував Інститут хімії рослинних речовин АН УзРСР (з 1956—1959 директор), в 1959 організував і очолив Інститут хімії полімерів АН УзРСР (з 1963 Науково-дослідний інститут хімії та технології бавовняної целюлози). Одночасно з 1959 керівник проблемної лабораторії хімії полімерів у Середньоазійському університеті. Академік АН УзРСР (з 1966), заслужений діяч науки і техніки Узбекистану.

## Наукова діяльність
Основні напрямки досліджень — фізикохімія і технологія полімерів, переважно целюлози. Виконав ряд робіт з модифікації та радіаційної хімії полімерів, а також з отримання полімерів медичного призначення.